# Europees kampioenschap wegrace
Het Europees kampioenschap wegrace is het Europese kampioenschap voor motorrijders in de wegrace.
Het kampioenschap werd in 1924 door de Fédération Internationale des Clubs Motocyclistes (FICM) in het leven geroepen op aandringen van een aantal Europese motorsportbonden.

## Voorgeschiedenis
In de eerste twee decennia van de 20e eeuw was de motorsport steeds meer gestructureerd. De FICM was als overkoepelende, internationale bond al in 1904 opgericht, maar had nog niet vaak daadkrachtig opgetreden als het om het samenvoegen van nationale bonden en het vaststellen van wedstrijdreglementen ging. Dat was ook moeilijk omdat de ontwikkelingen van de techniek zeker in de beginjaren zó snel gingen, dat een klasse-indeling meestal sneller te realiseren was door de wedstrijdorganisatie zélf. Ooit was er de Trophée International geweest, een landenwedstrijd die door valsspelerij, protesten en diskwalificaties al snel verleden tijd was, zeker toen de Britten vanaf 1907 hun Isle of Man TT gingen organiseren. Die groeide al snel uit tot de belangrijkste wedstrijd ter wereld. Het gebrek aan circuits zorgde ervoor dat vooral in Italië lange-afstandsraces tussen steden georganiseerd werden en veel andere wedstrijden waren alleen van nationaal belang. Na de Eerste Wereldoorlog waren Duitsland en Oostenrijk-Hongarije op aandrang van de Britten korte tijd geroyeerd als leden van de FICM. De motorsport groeide en er ontstond een wildgroei aan kleine, onbelangrijke wedstrijden met allemaal eigen regels. De Tourist Trophy had inmiddels een duidelijk reglement naar cilinderinhoud, dat steeds meer invoering vond in de rest van Europa.

### Grand Prix des Nations
Er werden in die tijd al veel Grands Prix georganiseerd; In Frankrijk waren er twee, georganiseerd door twee verschillende bonden, en verder waren er Grands Prix in België, Groot-Brittannië, Italië en Noord-Ierland. Dit waren allemaal van elkaar los staande wedstrijden waarbij alleen de dagoverwinning telde. Veruit de meest aansprekende wedstrijd was de Tourist Trophy op het eiland Man. De Britten waren daar nauwelijks te verslaan, niet alleen omdat ze de beste motorfietsen hadden, maar ook vanwege hun circuitkennis. De Snaefell Mountain Course was 60 km lang en naast Brooklands het enige circuit dat de Britten hadden. Daarom kenden de Britse coureurs de baan vrij goed, terwijl rijders van het vasteland in de weinige trainingen nauwelijk kans hadden het goed te leren kennen. Ze moesten tot 1926 zelfs door het gewone verkeer door laveren, want de baan werd voor de training niet afgesloten. Door dat alles konden Britse merken adverteren met hun overwinningen op Man, terwijl de merken van het vasteland het van minder aansprekende resultaten moesten hebben. In 1922 nam de FICM enkele daadkrachtige besluiten: Elk land dat daarom vroeg mocht één Grand Prix organiseren en er werd één grote Europese race in het leven geroepen: de Grand Prix des Nations die op het nieuwe Autodromo Nazionale in Monza gereden werd. Er waren twee klassen: 500- en 1.000 cc. In 1923 volgde men al de regels van de TT van Man en werd het 350 cc (zoals in de Junior TT) en 500 cc (zoals in de Senior TT). De Britten bleven ook op het vasteland wedstrijden winnen, door de superioriteit van hun motorfietsen, maar in Italië waren intussen ook grote rijders en merken in opkomst, gesteund door de Partito Nazionale Fascista.

## Europees kampioenschap

### 1924-1939
In 1924 stelde de FICM een Europees kampioenschap in. Hoewel veel nationale bonden toen al voorstander waren van een puntensysteem gebaseerd op een aantal gewonnen wedstrijden, besloot de FICM een eendagswedstrijd te bombarderen tot kampioensrace en dat werd uitgerekend de Grand Prix des Nations in Monza. Monza was toen al een hogesnelheidscircuit en dat was niet het specialisme van de Britse rijders. Alec Bennett had het hele seizoen gedomineerd in de Grands Prix, maar in Monza moest hij de eer in de 500 cc klasse laten aan Guido Mentasti met de Moto Guzzi C4V. De Belg Maurice van Geert werd Europees kampioen in de 250 cc klasse met een Rush-Blackburne en Jimmie Simpson won met zijn AJS de eerste 350 cc titel. Er kwam meteen kritiek op deze wedstrijd op een snel maar vlak circuit, omdat men vond dat de beste Europese coureur zich moest bewijzen op een meer geaccidenteerd parcours. Daarom besloot de FICM één maand na de wedstrijd het Europees kampioenschap weer op te heffen. Maar iets beters kon men ook niet verzinnen, en daarom werd alleen de naam veranderd: FICM Grand Prix. In 1925 bleef alles bij het oude: de wedstrijd werd weer in Monza verreden. Wél werd de 175 cc klasse toegevoegd, die als Ultra-Lightweight TT op Man bestond. Zo bleef nog een jaar de Grand Prix des Nations tevens de wedstrijd om de Europese titel, maar vanaf 1926 ging men steeds een andere Grand Prix aanwijzen voor deze wedstrijd. In 1927 werden ook de 750- en de 1.000 cc klassen toegevoegd. In 1928 kwam de 125 cc klasse, en liefst drie zijspanklassen: 350-, 600- en 1.000 cc. De 750- en de 1.000 cc soloklassen waren weer verdwenen. In 1929 was de 125 cc klasse weer afgevoerd, net als de 1.000 cc zijspannen. In 1930, 1931 en 1932 reed men de 175-, 250-, 350- en 500 cc klassen. In 1933 verdween de 175 cc klasse voor één jaar, in 1934 was ze terug en in 1935 weer weg. In 1936 kwam ze weer terug, maar niemand bereikte de finish, waardoor het aannemelijk is dat er ook erg weinig deelnemers waren. In 1938 verdween de 175 cc klasse voorgoed. Vanaf dat jaar werd de Europese titel ook vastgesteld met een puntentelling voor meerdere Grands Prix van het jaar. Door het uitbreken van de Tweede Wereldoorlog was 1939 voorlopig het laatste jaar dat het kampioenschap werd bestreden. In 1937 werden de zijspannen nog één keer toegevoegd in 600- en 1.000 cc uitvoering, daarna verdwenen ook zij.

### 1947-1948
De Tweede Wereldoorlog maakte een einde aan alle motorsport in Europa. Bovendien werden daarna voorlopig de asmogendheden uitgesloten van internationale evenementen, inclusief de wegrace. Pas in 1947 werd het Europees kampioenschap weer opgestart, maar het duurde slechts twee jaar. In 1949 voerde de Fédération Internationale de Motocyclisme het Wereldkampioenschap wegrace in, waardoor er voorlopig geen behoefte was aan een Europese titel.

### 1981-heden
In 1981 werd het Europees kampioenschap nieuw leven ingeblazen, omdat het wereldkampioenschap alleen plaats bood aan (semi-)professionele coureurs en werd gedomineerd door fabrieksrijders en fabrieksracers. De beginnende, jonge coureurs en de liefhebbers hadden geen internationaal podium meer, maar de Japanse fabrikanten boden een uitgebreid scala aan productieracers aan, waarmee op een behoorlijk niveau gereden kon worden. In de loop van de jaren werden steeds nieuwe klassen toegevoegd en weer verwijderd.
In 2008 werd de opzet van het kampioenschap gewijzigd. Waar voorheen het kampioenschap over meerdere races werd verreden, werd het door de UEM georganiseerde kampioenschap als een eendaagse wedstrijd opgezet en werd er gereden in de klassen 125GP, Supersport en Superstock 1000. Het evenement vindt sindsdien jaarlijks plaats op het Circuito de Albacete in Spanje.

## Lijst van Europese kampioenen

### 1924-1937
| Editie | Jaar | Wedstrijd                                                   | Circuit                      | Klasse             | Kampioen                                                                                 |
| ------ | ---- | ----------------------------------------------------------- | ---------------------------- | ------------------ | ---------------------------------------------------------------------------------------- |
| 1.     | 1924 | 3e Grand Prix des Nations / 1e Europees kampioenschap       | Monza                        | 250 cc             | Maurice van Geert (Rush-Blackburne)                                                      |
| 1.     | 1924 | 3e Grand Prix des Nations / 1e Europees kampioenschap       | Monza                        | 350 cc             | Jimmie Simpson (AJS)                                                                     |
| 1.     | 1924 | 3e Grand Prix des Nations / 1e Europees kampioenschap       | Monza                        | 500 cc             | Guido Mentasti (Moto Guzzi)                                                              |
|        |      |                                                             |                              |                    |                                                                                          |
| 2.     | 1925 | 4e Grand Prix des Nations/ 2e. Europees kampioenschap       | Monza                        | 175 cc             | Mario Vaga (Maffeis-Blackburne)                                                          |
| 2.     | 1925 | 4e Grand Prix des Nations/ 2e. Europees kampioenschap       | Monza                        | 250 cc             | Jock Porter (New Gerrard)                                                                |
| 2.     | 1925 | 4e Grand Prix des Nations/ 2e. Europees kampioenschap       | Monza                        | 350 cc             | Tazio Nuvolari (Bianchi)                                                                 |
| 2.     | 1925 | 4e Grand Prix des Nations/ 2e. Europees kampioenschap       | Monza                        | 500 cc             | Mario Revelli (GR-JAP)                                                                   |
|        |      |                                                             |                              |                    |                                                                                          |
| 3.     | 1926 | 6e Grand Prix van België/ 3e Europees kampioenschap         | Spa-Francorchamps            | 175 cc             | René Milhoux (Ready-Blackburne)                                                          |
| 3.     | 1926 | 6e Grand Prix van België/ 3e Europees kampioenschap         | Spa-Francorchamps            | 250 cc             | Jock Porter (New Gerrard)                                                                |
| 3.     | 1926 | 6e Grand Prix van België/ 3e Europees kampioenschap         | Spa-Francorchamps            | 350 cc             | Frank Longman (AJS)                                                                      |
| 3.     | 1926 | 6e Grand Prix van België/ 3e Europees kampioenschap         | Spa-Francorchamps            | 500 cc             | Jimmie Simpson (AJS)                                                                     |
|        |      |                                                             |                              |                    |                                                                                          |
| 4.     | 1927 | 3e Grand Prix van Duitsland / 4e Europees kampioenschap     | Nürburgring                  | 175 cc             | Willy Henkelmann (DKW)                                                                   |
| 4.     | 1927 | 3e Grand Prix van Duitsland / 4e Europees kampioenschap     | Nürburgring                  | 250 cc             | Cecil Ashby (OK Supreme)                                                                 |
| 4.     | 1927 | 3e Grand Prix van Duitsland / 4e Europees kampioenschap     | Nürburgring                  | 350 cc             | Jimmie Simpson (AJS)                                                                     |
| 4.     | 1927 | 3e Grand Prix van Duitsland / 4e Europees kampioenschap     | Nürburgring                  | 500 cc             | Graham Walker (Sunbeam)                                                                  |
| 4.     | 1927 | 3e Grand Prix van Duitsland / 4e Europees kampioenschap     | Nürburgring                  | 750 cc             | Josef Stelzer (BMW)                                                                      |
| 4.     | 1927 | 3e Grand Prix van Duitsland / 4e Europees kampioenschap     | Nürburgring                  | 1000 cc            | Josef Giggenbach (Bayerland-JAP)                                                         |
|        |      |                                                             |                              |                    |                                                                                          |
| 5.     | 1928 | 5e Grand Prix van Zwitserland / 5e Europees kampioenschap   | Circuit de Meyrin, Genève    | 125 cc             | Paul Lehmann (Moser)                                                                     |
| 5.     | 1928 | 5e Grand Prix van Zwitserland / 5e Europees kampioenschap   | Circuit de Meyrin, Genève    | 175 cc             | Alfredo Panella (Ladetto & Blatto)                                                       |
| 5.     | 1928 | 5e Grand Prix van Zwitserland / 5e Europees kampioenschap   | Circuit de Meyrin, Genève    | 250 cc             | Cecil Ashby (OK Supreme)                                                                 |
| 5.     | 1928 | 5e Grand Prix van Zwitserland / 5e Europees kampioenschap   | Circuit de Meyrin, Genève    | 350 cc             | Wal Handley (Motosacoche)                                                                |
| 5.     | 1928 | 5e Grand Prix van Zwitserland / 5e Europees kampioenschap   | Circuit de Meyrin, Genève    | 500 cc             | Wal Handley (Motosacoche)                                                                |
| 5.     | 1928 | 5e Grand Prix van Zwitserland / 5e Europees kampioenschap   | Circuit de Meyrin, Genève    | Zijspannen 350 cc  | Syd Crabtree / ? (Excelsior) (alleen Crabtree en de Zwitser Pfister bereikten de finish) |
| 5.     | 1928 | 5e Grand Prix van Zwitserland / 5e Europees kampioenschap   | Circuit de Meyrin, Genève    | Zijspannen 600 cc  | Edgar d'Eternod / ? (Sunbeam)                                                            |
| 5.     | 1928 | 5e Grand Prix van Zwitserland / 5e Europees kampioenschap   | Circuit de Meyrin, Genève    | Zijspannen 1000 cc | geen deelnemer haalde de finish                                                          |
|        |      |                                                             |                              |                    |                                                                                          |
| 6.     | 1929 | 6e Europees kampioenschap                                   | L'Ametlla del Vallès, Spanje | 175 cc             | Josef Klein (DKW)                                                                        |
| 6.     | 1929 | 6e Europees kampioenschap                                   | L'Ametlla del Vallès, Spanje | 250 cc             | Frank Longman (OK Supreme)                                                               |
| 6.     | 1929 | 6e Europees kampioenschap                                   | L'Ametlla del Vallès, Spanje | 350 cc             | Leo Davenport (AJS)                                                                      |
| 6.     | 1929 | 6e Europees kampioenschap                                   | L'Ametlla del Vallès, Spanje | 500 cc             | Percy "Tim" Hunt (Norton)                                                                |
| 6.     | 1929 | 6e Europees kampioenschap                                   | L'Ametlla del Vallès, Spanje | Zijspannen 350 cc  | Freddie Hicks / ? (Velocette)                                                            |
| 6.     | 1929 | 6e Europees kampioenschap                                   | L'Ametlla del Vallès, Spanje | Zijspannen 600 cc  | Dennis Mansell / ? (Norton)                                                              |
|        |      |                                                             |                              |                    |                                                                                          |
| 7.     | 1930 | 10e Grand Prix van België / 7e Europees kampioenschap       | Spa-Francorchamps            | 175 cc             | Yvan Goor (DKW)                                                                          |
| 7.     | 1930 | 10e Grand Prix van België / 7e Europees kampioenschap       | Spa-Francorchamps            | 250 cc             | Syd Crabtree (Excelsior)                                                                 |
| 7.     | 1930 | 10e Grand Prix van België / 7e Europees kampioenschap       | Spa-Francorchamps            | 350 cc             | Ernie Nott (Rudge)                                                                       |
| 7.     | 1930 | 10e Grand Prix van België / 7e Europees kampioenschap       | Spa-Francorchamps            | 500 cc             | Henry Tyrell-Smith (Rudge)                                                               |
|        |      |                                                             |                              |                    |                                                                                          |
| 8.     | 1931 | 12e Grand Prix van Frankrijk / 8e Europees kampioenschap    | Montlhéry                    | 175 cc             | Eric Fernihough (Excelsior)                                                              |
| 8.     | 1931 | 12e Grand Prix van Frankrijk / 8e Europees kampioenschap    | Montlhéry                    | 250 cc             | Graham Walker (Rudge)                                                                    |
| 8.     | 1931 | 12e Grand Prix van Frankrijk / 8e Europees kampioenschap    | Montlhéry                    | 350 cc             | Ernie Nott (Rudge)                                                                       |
| 8.     | 1931 | 12e Grand Prix van Frankrijk / 8e Europees kampioenschap    | Montlhéry                    | 500 cc             | Percy "Tim" Hunt (Norton)                                                                |
|        |      |                                                             |                              |                    |                                                                                          |
| 9.     | 1932 | 11e Grand Prix des Nations / 9e. Europees kampioenschap     | Pista del Littorio, Rome     | 175 cc             | Carlo Baschieri (Benelli)                                                                |
| 9.     | 1932 | 11e Grand Prix des Nations / 9e. Europees kampioenschap     | Pista del Littorio, Rome     | 250 cc             | Riccardo Brusi (Moto Guzzi)                                                              |
| 9.     | 1932 | 11e Grand Prix des Nations / 9e. Europees kampioenschap     | Pista del Littorio, Rome     | 350 cc             | Louis Jeannin (Jonghi)                                                                   |
| 9.     | 1932 | 11e Grand Prix des Nations / 9e. Europees kampioenschap     | Pista del Littorio, Rome     | 500 cc             | Piero Taruffi (Norton)                                                                   |
|        |      |                                                             |                              |                    |                                                                                          |
| 10.    | 1933 | 9e Grand Prix van Zweden / 10e Europees kampioenschap       | Saxtorp                      | 250 cc             | Charlie Dodson (New Imperial)                                                            |
| 10.    | 1933 | 9e Grand Prix van Zweden / 10e Europees kampioenschap       | Saxtorp                      | 350 cc             | Jimmie Simpson (Norton)                                                                  |
| 10.    | 1933 | 9e Grand Prix van Zweden / 10e Europees kampioenschap       | Saxtorp                      | 500 cc             | Gunnar Kalén (Husqvarna)                                                                 |
|        |      |                                                             |                              |                    |                                                                                          |
| 11.    | 1934 | 10e Dutch TT / 11e. Europees kampioenschap                  | Assen                        | 175 cc             | Yvan Goor (Benelli)                                                                      |
| 11.    | 1934 | 10e Dutch TT / 11e. Europees kampioenschap                  | Assen                        | 250 cc             | Walfried Winkler (DKW)                                                                   |
| 11.    | 1934 | 10e Dutch TT / 11e. Europees kampioenschap                  | Assen                        | 350 cc             | Jimmie Simpson (Norton)                                                                  |
| 11.    | 1934 | 10e Dutch TT / 11e. Europees kampioenschap                  | Assen                        | 500 cc             | Pol Demeuter (FN)                                                                        |
|        |      |                                                             |                              |                    |                                                                                          |
| 12.    | 1935 | 14e Ulster Grand Prix / 12e Europees kampioenschap          | Clady Circuit, County Antrim | 250 cc             | Arthur Geiss (DKW)                                                                       |
| 12.    | 1935 | 14e Ulster Grand Prix / 12e Europees kampioenschap          | Clady Circuit, County Antrim | 350 cc             | Wal Handley (Velocette)                                                                  |
| 12.    | 1935 | 14e Ulster Grand Prix / 12e Europees kampioenschap          | Clady Circuit, County Antrim | 500 cc             | Jimmie Guthrie (Norton)                                                                  |
|        |      |                                                             |                              |                    |                                                                                          |
| 13.    | 1936 | 11e Grand Prix van Duitsland/ 13e Europees kampioenschap    | Badberg-Viereck              | 175 cc             | geen deelnemer haalde de finish                                                          |
| 13.    | 1936 | 11e Grand Prix van Duitsland/ 13e Europees kampioenschap    | Badberg-Viereck              | 250 cc             | Henry Tyrell-Smith (Excelsior)                                                           |
| 13.    | 1936 | 11e Grand Prix van Duitsland/ 13e Europees kampioenschap    | Badberg-Viereck              | 350 cc             | Freddie Frith (Norton)                                                                   |
| 13.    | 1936 | 11e Grand Prix van Duitsland/ 13e Europees kampioenschap    | Badberg-Viereck              | 500 cc             | Jimmie Guthrie (Norton)                                                                  |
|        |      |                                                             |                              |                    |                                                                                          |
| 14.    | 1937 | 13e Grand Prix van Zwitserland / 14e Europees kampioenschap | Bremgarten                   | 250 cc             | Omobono Tenni (Moto Guzzi)                                                               |
| 14.    | 1937 | 13e Grand Prix van Zwitserland / 14e Europees kampioenschap | Bremgarten                   | 350 cc             | Jimmie Guthrie (Norton)                                                                  |
| 14.    | 1937 | 13e Grand Prix van Zwitserland / 14e Europees kampioenschap | Bremgarten                   | 500 cc             | Jimmie Guthrie (Norton)                                                                  |
| 14.    | 1937 | 13e Grand Prix van Zwitserland / 14e Europees kampioenschap | Bremgarten                   | Zijspannen 600 cc  | Karl Braun / Ernst Badsching (DKW)                                                       |
| 14.    | 1937 | 13e Grand Prix van Zwitserland / 14e Europees kampioenschap | Bremgarten                   | Zijspannen 1000 cc | Hans Schumann / Julius Beer (DKW)                                                        |

### 1938-1939
| Editie | Jaar | Klasse | Kampioen                 |
| ------ | ---- | ------ | ------------------------ |
| 15.    | 1938 | 250 cc | Ewald Kluge (DKW)        |
| 15.    | 1938 | 350 cc | Ted Mellors (Velocette)  |
| 15.    | 1938 | 500 cc | Schorsch Meier (BMW)     |
|        |      |        |                          |
| 16.    | 1939 | 250 cc | Ewald Kluge (DKW)        |
| 16.    | 1939 | 350 cc | Heiner Fleischmann (DKW) |
| 16.    | 1939 | 500 cc | Dorino Serafini (Gilera) |

### 1947-1948
| Editie | Jaar | Wedstrijd                                                   | Circuit                      | Klasse            | Kampioen                                   |
| ------ | ---- | ----------------------------------------------------------- | ---------------------------- | ----------------- | ------------------------------------------ |
| 17.    | 1947 | 17e Grand Prix van Zwitserland / 17e Europees kampioenschap | Bremgarten                   | 250 cc            | Bruno Francisci (Moto Guzzi)               |
| 17.    | 1947 | 17e Grand Prix van Zwitserland / 17e Europees kampioenschap | Bremgarten                   | 350 cc            | Fergus Anderson (Velocette)                |
| 17.    | 1947 | 17e Grand Prix van Zwitserland / 17e Europees kampioenschap | Bremgarten                   | 500 cc            | Omobono Tenni (Moto Guzzi)                 |
| 17.    | 1947 | 17e Grand Prix van Zwitserland / 17e Europees kampioenschap | Bremgarten                   | Zijspannen 600 cc | Luigi Cavanna / Paolo Cavanna (Moto Guzzi) |
|        |      |                                                             |                              |                   |                                            |
| 18.    | 1948 | 20e Ulster Grand Prix / 18e Europees kampioenschap          | Clady Circuit, County Antrim | 250 cc            | Maurice Cann (Moto Guzzi)                  |
| 18.    | 1948 | 20e Ulster Grand Prix / 18e Europees kampioenschap          | Clady Circuit, County Antrim | 350 cc            | Freddie Frith (Velocette)                  |
| 18.    | 1948 | 20e Ulster Grand Prix / 18e Europees kampioenschap          | Clady Circuit, County Antrim | 500 cc            | Enrico Lorenzetti (Moto Guzzi)             |

### 1981-2007
| Jaar | Klasse                           | Kampioen                                                         |
| ---- | -------------------------------- | ---------------------------------------------------------------- |
| 1981 | 50 cc                            | Giuseppe Ascareggi (Minarelli)                                   |
| 1981 | 125 cc                           | Pierluigi Aldrovandi (MBA)                                       |
| 1981 | 250 cc                           | Herbert Hauf (Honda)                                             |
| 1981 | 500 cc                           | Leandro Becheroni (Suzuki)                                       |
| 1981 | Zijspannen                       | John Barker / John Brushwood (Yamaha)                            |
|      |                                  |                                                                  |
| 1982 | 50 cc                            | Zdranko Matulja (Tomos)                                          |
| 1982 | 125 cc                           | Stefano Caracchi (MBA)                                           |
| 1982 | 250 cc                           | Reinhold Roth (FKN-Yamaha)                                       |
| 1982 | 500 cc                           | Fabio Biliotti (Suzuki)                                          |
| 1982 | Zijspannen                       | Mick Barton / Nick Cutmore (Yamaha)                              |
|      |                                  |                                                                  |
| 1983 | 80 cc                            | Hubert Abold (Zündapp)                                           |
| 1983 | 125 cc                           | Willi Hupperich (MBA)                                            |
| 1983 | 250 cc                           | Carlos Cardús (Cobas-Rotax)                                      |
| 1983 | 500 cc                           | Peter Sköld (Suzuki)                                             |
| 1983 | Zijspannen                       | Keith Cousins / Phil Hookham (Yamaha)                            |
|      |                                  |                                                                  |
| 1984 | 80 cc                            | Richard Bay (Rupp-Maico)                                         |
| 1984 | 125 cc                           | Norbert Peschke (MBA)                                            |
| 1984 | 250 cc                           | Gary Noel (Exactweld Yamaha)                                     |
| 1984 | 500 cc                           | Eero Hyvärinen (Suzuki)                                          |
| 1984 | Zijspannen                       | Hans-Rüdi Christinat / Markus Fährni (LCR-Yamaha)                |
|      |                                  |                                                                  |
| 1985 | 80 cc                            | Günter Schirnhofer (Rupp-Maico)                                  |
| 1985 | 125 cc                           | Pierfrancesco Chili (MBA)                                        |
| 1985 | 250 cc                           | Massimo Matteoni (Honda)                                         |
| 1985 | 500 cc                           | Marco Gentile (Yamaha)                                           |
| 1985 | Zijspannen                       | Frank Wrathall / Phil Spendlove en Kerry Chapman (Seymaz-Yamaha) |
|      |                                  |                                                                  |
| 1986 | 80 cc                            | Bruno Casanova (Unimoto)                                         |
| 1986 | 125 cc                           | Claudio Macciotta (MBA)                                          |
| 1986 | 250 cc                           | Hans Lindner (Rotax)                                             |
| 1986 | 500 cc                           | Massimo Messere (Honda)                                          |
| 1986 | Zijspannen                       | Bernd Scherer / Wolfgang Gess (BSR-Yamaha)                       |
|      |                                  |                                                                  |
| 1987 | 80 cc                            | Julián Miralles (Derbi)                                          |
| 1987 | 125 cc                           | Adi Stadler (MBA)                                                |
| 1987 | 250 cc                           | Javier Cardelus (Cobas-Rotax)                                    |
| 1987 | 500 cc                           | Manfred Fischer (Honda)                                          |
| 1987 | Zijspannen                       | Jean-Louis Millet / Claude Debroux (Seymaz-Yamaha)               |
|      |                                  |                                                                  |
| 1988 | 80 cc                            | Bogdan Nikolov (Krauser)                                         |
| 1988 | 125 cc                           | Emilio Cuppini (Garelli)                                         |
| 1988 | 250 cc                           | Fausto Ricci (Yamaha / Aprilia)                                  |
| 1988 | 500 cc                           | Alberto Rota (Honda)                                             |
| 1988 | Zijspannen                       | Tony Wyssen / Kilian Wyssen (LCR-Yamaha)                         |
|      |                                  |                                                                  |
| 1989 | 80 cc                            | Jaime Mariano (Casal)                                            |
| 1989 | 125 cc                           | Gabriele Debbia (Aprilia)                                        |
| 1989 | 250 cc                           | Andrea Borgonovo (Aprilia)                                       |
| 1989 | 500 cc                           | Peter Lindén (Honda)                                             |
| 1989 | Zijspannen                       | Ralph Bohnhorst / Thomas Böttcher (LCR-Schuberth)                |
|      |                                  |                                                                  |
| 1990 | 125 cc                           | Javier Debon (JJ Cobas-Rotax)                                    |
| 1990 | 250 cc                           | Leon van der Heijden (Aprilia)                                   |
| 1990 | Supersport                       | Howard Selby (Yamaha)                                            |
| 1990 | Superbike                        | Richard Arnaiz (Honda)                                           |
| 1990 | Zijspannen                       | Darren Dixon / Sean Dixon (Yamaha)                               |
|      |                                  |                                                                  |
| 1991 | 125 cc                           | Oliver Koch (Honda)                                              |
| 1991 | 250 cc                           | Max Biaggi (Aprilia)                                             |
| 1991 | Supersport                       | Luis d'Antin (Honda)                                             |
| 1991 | Superbike                        | Davide Tardozzi (Ducati)                                         |
| 1991 | Zijspannen                       | Jukka Lauslehto / Sakari Palojärvi (LCR-Krauser)                 |
|      |                                  |                                                                  |
| 1992 | 125 cc                           | Juan Borja (Honda)                                               |
| 1992 | 250 cc                           | Luis Carlos Maurel (Aprilia)                                     |
| 1992 | Supersport                       | Stefan Scheschowitsch (Honda)                                    |
| 1992 | Superbike                        | Daniel Amatriaín (Ducati)                                        |
| 1992 | Zijspannen                       | Gary Knight / Malcolm Jackson (Windle-Krauser)                   |
|      |                                  |                                                                  |
| 1993 | 125 cc                           | Stefano Perugini (Aprilia)                                       |
| 1993 | 250 cc                           | Giuseppe Fiorillo (Aprilia)                                      |
| 1993 | Supersport                       | Michaël Paquay (Honda)                                           |
| 1993 | Superbike                        | Terry Rymer (Yamaha)                                             |
| 1993 | Zijspannen                       | Kieron Kavanagh / Ian Stapleton en Mike Finnegan (LCR-Krauser)   |
|      |                                  |                                                                  |
| 1994 | 125 cc                           | Ivan Cremonini (Honda)                                           |
| 1994 | 250 cc                           | Régis Laconi (Yamaha)                                            |
| 1994 | Supersport                       | Yves Briguet (Honda)                                             |
| 1994 | Superbike                        | Anders Rasmussen (Yamaha)                                        |
| 1994 | Zijspannen                       | André Vögeli / Hansueli Wickli (LCR-Yamaha)                      |
|      |                                  |                                                                  |
| 1995 | 125 cc                           | Lucio Cecchinello (Honda)                                        |
| 1995 | 250 cc                           | Luca Boscoscuro (Aprilia)                                        |
| 1995 | Supersport                       | Michaël Paquay (Ducati)                                          |
| 1995 | Superbike                        | Mario Innamorati (Ducati)                                        |
| 1995 | Thunderbike Trophy               | Udo Mark (Kawasaki)                                              |
| 1995 | Zijspannen                       | Walter Galbiati / Guido Sala (LCR-Suzuki)                        |
|      |                                  |                                                                  |
| 1996 | 125 cc                           | Jorge Martínez (Aprilia)                                         |
| 1996 | 250 cc                           | Sebastián Porto (Aprilia)                                        |
| 1996 | Supersport                       | Fabrizio Pirovano (Ducati)                                       |
| 1996 | Superbike                        | Idalio Gavira (Honda)                                            |
| 1996 | Supermono                        | Takashi Minoda (Over-Yamaha)                                     |
| 1996 | Thunderbike Trophy               | William Costes (Honda)                                           |
| 1996 | Zijspannen                       | Walter Galbiati / Guido Sala (LCR-Suzuki)                        |
|      |                                  |                                                                  |
| 1997 | 125 cc                           | Arnaud Vincent (Aprilia)                                         |
| 1997 | 250 cc                           | Davide Bulega (Aprilia)                                          |
| 1997 | Supersport                       | Angelo Conti (Ducati)                                            |
| 1997 | Superbike                        | Udo Mark (Suzuki)                                                |
| 1997 | Supermono                        | Makoto Suzuki (Over-Yamaha)                                      |
| 1997 | Zijspannen                       | Walter Galbiati / Guido Sala (LCR-Suzuki)                        |
|      |                                  |                                                                  |
| 1998 | 125 cc                           | Max Sabbatani (Aprilia)                                          |
| 1998 | 250 cc                           | Alex Hofmann (Honda)                                             |
| 1998 | Supersport                       | Jan Hansson (Honda)                                              |
| 1998 | Supermono                        | Katja Poensgen (BMR-Suzuki)                                      |
| 1998 | Zijspannen                       | Jörg Steinhausen / Frank Schmidt (LCR-Suzuki)                    |
|      |                                  |                                                                  |
| 1999 | 125 cc                           | Klaus Nöhles (Honda)                                             |
| 1999 | 250 cc                           | Ivan Clementi (Aprilia)                                          |
| 1999 | Supersport                       | Sébastien le Grelle (Suzuki)                                     |
| 1999 | Superstock 1000                  | Karl Harris (Suzuki)                                             |
| 1999 | Supermono                        | Per Olov Ogeborn (UNO-GDM-Rotax)                                 |
| 1999 | Zijspannen                       | Wim Verweijmeren / Koen Kruip (LCR-Suzuki)                       |
|      |                                  |                                                                  |
| 2000 | 125 cc                           | Diego Giugovaz (Aprilia)                                         |
| 2000 | 250 cc                           | Riccardo Chiarello (Aprilia)                                     |
| 2000 | Supersport                       | Augustín Escobar (Honda)                                         |
| 2000 | Superstock 1000                  | James Ellison (Honda)                                            |
| 2000 | Supermono                        | Spencer Cook (Slipstream-MZ)                                     |
| 2000 | Zijspannen                       | Jock Skene / Mick Skene en Neil Miller (LCR-Suzuki)              |
|      |                                  |                                                                  |
| 2001 | 125 cc                           | Andrea Dovizioso (Aprilia)                                       |
| 2001 | 250 cc                           | David García (Honda)                                             |
| 2001 | Supersport                       | Alessandro Corradi (Yamaha)                                      |
| 2001 | Superstock 1000                  | James Ellison (Suzuki)                                           |
| 2001 | Supermono                        | Steve Marlow (Pami-GRC-BMW)                                      |
| 2001 | Zijspannen                       | Uwe Göttlich / Mike Helbig (LCR-Suzuki)                          |
|      |                                  |                                                                  |
| 2002 | 125 cc                           | Marco Simoncelli (Aprilia)                                       |
| 2002 | 250 cc                           | Álvaro Molina (Yamaha)                                           |
| 2002 | Supersport                       | Kai-Børre Andersen (Yamaha)                                      |
| 2002 | Superstock 1000                  | Vittorio Iannuzzo (Suzuki)                                       |
| 2002 | Supermono                        | Mark Lawes (Gallina-Suzuki)                                      |
| 2002 | Zijspannen                       | Duncan Hendry / Steve Wilson (Windle-Suzuki)                     |
|      |                                  |                                                                  |
| 2003 | 125 cc                           | Mattia Angeloni (Honda)                                          |
| 2003 | 250 cc                           | Taro Sekiguchi (Yamaha)                                          |
| 2003 | Supersport                       | Matteo Baiocco (Yamaha)                                          |
| 2003 | Superstock 1000                  | Michel Fabrizio (Suzuki)                                         |
| 2003 | Supermono                        | Benny Jerzenbeck (Pami-GRC-BMW)                                  |
| 2003 | Zijspannen                       | Tero Manninen / Pekka Kuismanen (LCR-Kawasaki)                   |
|      |                                  |                                                                  |
| 2004 | 125 cc                           | Michele Pirro (Aprilia)                                          |
| 2004 | 250 cc                           | Álvaro Molina (Aprilia)                                          |
| 2004 | Supersport                       | Tatu Lauslehto (Honda)                                           |
| 2004 | Superstock 1000                  | Lorenzo Alfonsi (Suzuki)                                         |
| 2004 | Supermono                        | Benny Jerzenbeck (Pami-GRC-BMW)                                  |
| 2004 | Zijspannen                       | Gary Knight / Dan Knight (LCR-Suzuki)                            |
|      |                                  |                                                                  |
| 2005 | 125 cc                           | Michele Conti (Honda)                                            |
| 2005 | 250 cc                           | Álvaro Molina (Aprilia)                                          |
| 2005 | Supersport                       | Gilles Boccolini (Kawasaki)                                      |
| 2005 | Superstock 600 (UEM-Cup)         | Luka Nedog (Honda)                                               |
| 2005 | Superstock 600                   | Claudio Corti (Yamaha)                                           |
| 2005 | Supermono                        | Benny Jerzenbeck (Pami-GRC-BMW)                                  |
| 2005 | 600 cc (Dames)                   | Alessia Polita (Suzuki)                                          |
| 2005 | 1000 cc (Dames)                  | Samuela De Nardi (Aprilia)                                       |
| 2005 | Zijspannen                       | Allan Schofield / Steve Thomas (LCR-Suzuki)                      |
| 2005 | Zijspan-Europacup                | Allan Schofield / Steve Thomas (LCR-Suzuki)                      |
|      |                                  |                                                                  |
| 2006 | 125 cc                           | Philipp Eitzinger (Honda)                                        |
| 2006 | 250 cc                           | Álvaro Molina (Aprilia)                                          |
| 2006 | Supersport                       | Diego Giugovaz (Yamaha)                                          |
| 2006 | Superstock 600 (UEM-Cup)         | Mitja Emili (Yamaha)                                             |
| 2006 | Superstock 600                   | Xavier Siméon (Suzuki)                                           |
| 2006 | Supermono                        | Mark Lawes (Pami-GRC-BMW)                                        |
| 2006 | 600 cc (Dames)                   | Chiara Valentini (Ducati)                                        |
| 2006 | 1000 cc (Dames)                  | Paola Cazzola (Ducati)                                           |
| 2006 | Zijspan-Europacup                | Roger Lovelock / Rick Lawrence (LCR-Suzuki)                      |
| 2006 | Zijspan-Europacup (F2-Challenge) | Tony Baker / Fiona Baker-Milligan en Jimmy White (Baker-Yamaha)  |
|      |                                  |                                                                  |
| 2007 | 125 cc                           | Alen Györfi (Honda)                                              |
| 2007 | 250 cc                           | Álvaro Molina (Aprilia)                                          |
| 2007 | Supersport                       | Guglielmo Tarizzo (Honda)                                        |
| 2007 | Superstock 600 (UEM-Cup)         | Helge Spjeldnes (Yamaha)                                         |
| 2007 | Superstock 600                   | Maxime Berger (Yamaha)                                           |
| 2007 | Superstock 1000 (UEM-Cup)        | Fabrizio Pellizzon (Ducati)                                      |
| 2007 | Supermono                        | Mark Lawes (Pami-GRC-BMW)                                        |
| 2007 | 600 cc (Dames)                   | Iris ten Katen (Honda)                                           |
| 2007 | 1000 cc (Dames)                  | Nina Prinz (Ducati)                                              |
| 2007 | Zijspan-Europacup                | Ken Knapton / Jason Miller (Baker-Suzuki)                        |
| 2007 | Zijspan-Europacup (F2-Challenge) | John Holden / Andrew Winkle (LCR-Suzuki)                         |
| 2007 | Classic 250 cc (UEM-Cup)         | Eric Saul / Andrew Winkle (Yamaha)                               |
| 2007 | Classic 350 cc (UEM-Cup)         | Jean-Paul Lecointe / Andrew Winkle (Yamaha)                      |

### Vanaf 2008
| Jaar | Klasse / Coureur / Merk             | Klasse / Coureur / Merk               | Klasse / Coureur / Merk                    |
| ---- | ----------------------------------- | ------------------------------------- | ------------------------------------------ |
| 2008 | 125 cc Lorenzo Savadori (Aprilia)   | Supersport Angel Rodriguez (Yamaha)   | Superstock 1000 Carmelo Morales (Yamaha)   |
| 2009 | 125 cc Marcel Schrötter (Honda)     | Supersport Kevin Coghlan (Honda)      | Superstock 1000 Carmelo Morales (Yamaha)   |
| 2010 | 125 cc Maverick Viñales (Aprilia)   | Supersport Carmelo Morales (Yamaha)   | Superstock 1000 Santiago Barragán (Honda)  |
| 2011 | 125 cc Romano Fenati (Aprilia)      | Supersport Jordi Torres (Yamaha)      | Superstock 1000 Ivan Silva (Kawasaki)      |
| 2012 | Moto3/125 cc Matteo Ferrari (Honda) | Supersport Jordi Torres (Yamaha)      | Superstock 1000 Carmelo Morales (Kawasaki) |
| 2013 | Moto3 Karel Hanika (KTM)            | Supersport 600 Román Ramos (Kawasaki) | Superstock 1000 Javier Forés (Ducati)      |